# Luxembourg au Concours Eurovision de la chanson 1982
Le Luxembourg a participé au Concours Eurovision de la chanson 1982, le 24 avril à Harrogate (Angleterre), au Royaume-Uni. C'est la 26e participation luxembourgeoise au Concours Eurovision de la chanson.
Le pays est représenté par la chanteuse Svetlana et la chanson Cours après le temps, sélectionnées en interne par RTL Télévision.

## Sélection interne
Le radiodiffuseur luxembourgeois, RTL Télévision, choisit l'artiste et la chanson en interne pour représenter le Luxembourg au Concours Eurovision de la chanson 1982.
| Ordre | Artiste  | Chanson              | Langue   |
| ----- | -------- | -------------------- | -------- |
| 1     | Svetlana | Cours après le temps | Français |

Lors de cette sélection, c'est la chanson Cours après le temps, écrite par Michel Jouveaux, composée par Cyril Assous et interprétée par la chanteuse française Svetlana, qui fut choisie. Le chef d'orchestre sélectionné pour le Luxembourg à l'Eurovision est Jean Claudric.

## À l'Eurovision

### Points attribués par le Luxembourg
| 12 points | Royaume-Uni |
| 10 points | Israël      |
| 8 points  | Turquie     |
| 7 points  | Portugal    |
| 6 points  | Norvège     |
| 5 points  | Belgique    |
| 4 points  | Chypre      |
| 3 points  | Suède       |
| 2 points  | Suisse      |
| 1 point   | Espagne     |

### Points attribués au Luxembourg
| 12 points          | 10 points  | 8 points               | 7 points                        | 6 points                 |
| ------------------ | ---------- | ---------------------- | ------------------------------- | ------------------------ |
|                    | - Irlande  | - Allemagne - Belgique | - Finlande - Norvège - Pays-Bas | - Portugal - Royaume-Uni |
| 5 points           | 4 points   | 3 points               | 2 points                        | 1 point                  |
| - Espagne - Israël | - Danemark | - Turquie              | - Autriche                      |                          |

Svetlana interprète Cours après le temps en 2e position lors de la soirée du concours, suivant la Belgique et précédant la Norvège.
Au terme du vote final, le Luxembourg termine 6e sur les 18 pays participants, ayant reçu 78 points,.